# Exochus momoii
Exochus momoii là một loài tò vò trong họ Ichneumonidae.